# Jan Chrzciciel Zola
Jan Chrzciciel Zola (ur. 1 listopada 1575 w Brescii; zm. w 1626 w Nagasaki) – włoski jezuita, misjonarz, męczennik, Błogosławiony Kościoła katolickiego.

## Życiorys
Wstąpił do jezuitów w 1595, a w 1602 roku wyjechał do Indii. W 1606 roku wyjechał do Japonii, gdzie prowadził działalność misyjną. Wkrótce doszło do prześladowań katolików w końcu został aresztowany wraz z Monicą Naisen i jej mężem. Został spalony żywcem w 1626 roku.
Beatyfikował go papież Pius IX w 1867 roku w grupie 205 męczenników.